# Arcidiecézní muzeum Olomouc
Arcidiecézní muzeum Olomouc (Nederlands: Aartsbisschoppelijk museum Olomouc) is een museum in de Moravische stad Olomouc. Het Arcidiecézní muzeum maakt onderdeel uit van het Muzeum umění Olomouc (Kunstmuseum Olomouc) naast het tevens in Olomouc gevestigde Muzeum moderního umění en het zich in Kroměříž bevindende Arcidiecézní muzeum Kroměříž. Het museum is in 1998 opgericht als samenwerking tussen het Aartsbisdom Olomouc en het Muzeum umění Olomouc om de omvangrijke kerkelijke kunstcollecties tentoon te kunnen stellen. In 2006 is de expositie geopend in de gerenoveerde gebouwen (o.a. het Kapitulní děkanství, Sint-Barbarakapel, Sint-Annakerk en het Zdíkův palác) aan het Václavské náměstí (Wenceslausplein) in de Burcht van Olomouc. In 2015 kreeg het Aartsbisschoppelijk museum het Europees Erfgoedlabel als eerste in Tsjechië.

## Fotogalerij

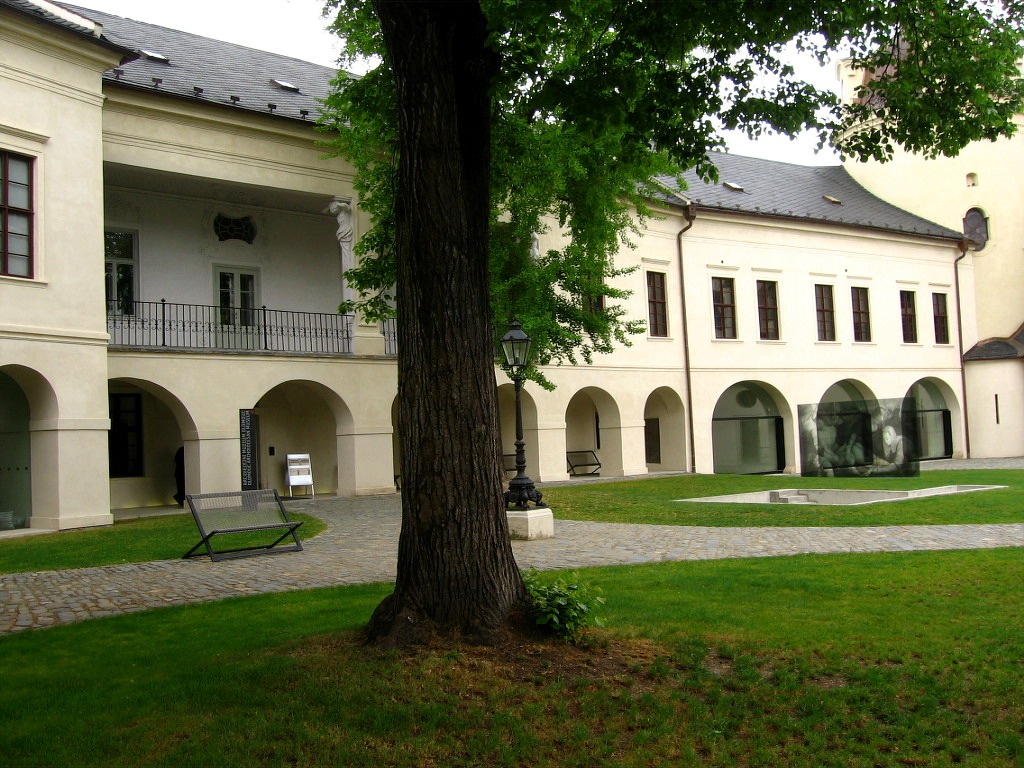
De binnenplaats van het Kapitulního děkanství
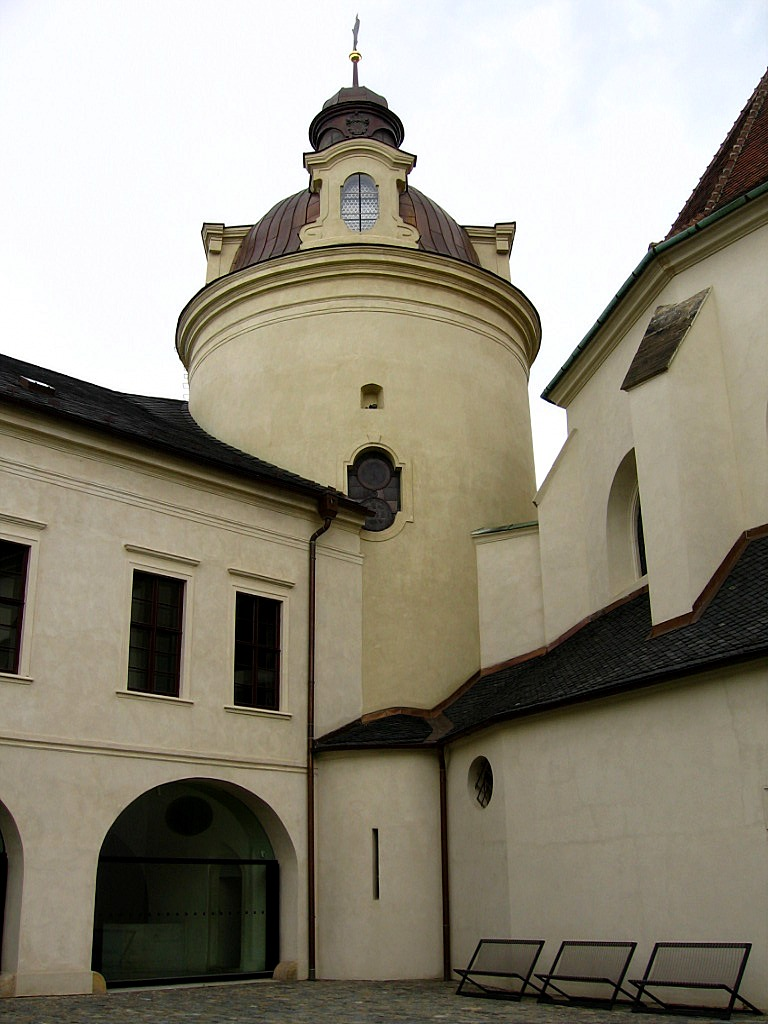
De Sint-Barbarakapel